# Kobe Goossens
Kobe Goossens   (Lovaina, 29 d'abril de 1996) és un ciclista belga, professional des del 2015. Des del 2020 corre a l'equip Intermarché-Circus-Wanty. Anteriorment ho havia fet a l'equip Lotto-Soudal.
En el seu palmarès destaquen dels trofeus de la Challenge de Mallorca del 2023, el Trofeu Andratx-Mirador d'Es Colomer i el Trofeu Serra de Tramuntana.

## Palmarès
- 2019
  - 1r al Tour del Jura i vencedor d'una etapa
  - 2n a la Volta a Navarra
- 2023
  - 1r al Trofeu Andratx-Mirador d'Es Colomer
  - 1r al Trofeu Serra de Tramuntana

### Resultats al Tour de França
- 2022. 47è de la classificació general

### Resultats al Giro d'Itàlia
- 2021. Abandona (12a etapa)

### Resultats a la Volta a Espanya
- 2020. 24è de la classificació general
- 2023. No surt (5a etapa)